# Theophil Frey (Jurist)
Theophil Heinrich Frey (* 20. Januar 1881 in Stuttgart; † 5. Juli 1957 ebenda) war ein deutscher Verwaltungsjurist.

## Leben
Frey wurde als Sohn des Baurates und Architekten Theophil Heinrich Frey und der Kaufmannstochter Marie Auguste Bauer geboren. Nach dem Besuch des Gymnasiums in Stuttgart zwischen 1889 und 1899 und einem Jahr als Einjährig-Freiwilliger beim Infanterie-Regiment 125 studierte er von 1900 bis 1904 Rechtswissenschaft an den Universitäten in Tübingen und Leipzig. Im Jahr 1900 wurde er Mitglied der Tübinger Studentenverbindung Akademische Gesellschaft Stuttgardia. 1905 legte er die I. Prüfung für den höheren Justizdienst in Württemberg ab, 1908 die II.
Zwischen 1908 und 1911 war er als Rechtsanwalt niedergelassen. 1912 trat er in den württembergischen Staatsdienst ein. Unterbrochen vom Kriegsdienst in den Jahren 1914/18 war er von 1912 bis 1933 in verschiedenen Aufgaben, zuletzt als Theaterreferent, im württembergischen Kultusministerium tätig. 1914 wurde er zum Oberregierungsassessor, 1917 zum Regierungsrat und 1920 zum Ministerialrat ernannt.
Nach seinem Ausscheiden aus dem Kultusministerium war er ab 1933 Direktor der Württembergischen Landesbibliothek. 1939 wurde er wieder in das Kultusministerium berufen. Theophil Frey war nach eigener Auskunft nicht Mitglied der NSDAP, wie seine Akte im Hauptstaatsarchiv Stuttgart zeigt.
Frey war seit 1910 mit Lucie, geb. Schreiber verheiratet. Das Paar hatte eine Tochter.

## Ehrungen
- Eisernes Kreuz (1914) II. und I. Klasse
- Verwundetenabzeichen (1918)
- Ritterkreuz des Württembergischen Militärverdienstordens am 4. Mai 1916[1]
- Ritterkreuz des Friedrichs-Ordens
- Ehrenkreuz für Frontkämpfer
- Verdienstkreuz des Verdienstordens der Bundesrepublik Deutschland im Jahre 1952

## Schriften
- Die Württembergische Volksbühne im Volksstaat Württemberg. In: Curt Elwenspoek (Schriftleitung): 10 Jahre Württembergische Volksbühne 1919–1929. Württembergische Volksbühne, Stuttgart 1929, S. 4–9.
- Nicolaus Ochsenbach. Der kunstliebende und -sammelnde Schlosshauptmann auf Hohentübingen (1562–1626). In: Festschrift Georg Leyh. Harrassowitz, Leipzig 1937, S. 407–427.